# Aldéric Blain
Aldéric Blain C.R. (10 novembre 1886 à Saint-Rémi - 22 février 1943 à Montréal) est un homme politique québécois. Il a été député de la circonscription de Montréal-Dorion pour le Parti conservateur de 1927 à 1931.